# Кукнур (Кировская область)
Кукнур — деревня в Кикнурском районе Кировской области.

## География
Находится на расстоянии менее 3 км на юг от райцентра поселка  Кикнур.

## История
Известна с 1891 года, в 1905 году в деревне дворов 29, жителей 159, в 1926 35 и 167, в 1950 38 и 134, в 1989 54 жителя . До января 2020 года входила в Кикнурское городское поселение до его упразднения.

## Население
Постоянное население  составляло 47 человек (мари 96%) в 2002 году, 41 в 2010.